# Римске дијецезе
Римске дијецезе (грч. διοίκησις; лат. diacesis) су биле управне јединице позног Римског царства. У административној хијерархији, дијецеза је била испод нивоа преторијанске префектуре, а изнад нивоа провинције, тако да се свака префектура делила на дијецезе, а ове су се даље делиле на посебне провинције. На челу дијецезе се налазио викар (лат. vicarius), који се у источним областима царства називао и егзарх (грч. ἔξαρχος). По титули управитеља, дијецезе су понекад називане и викаријатима, односно егзархатима.

## Историја
Дијецезе су први пут установљене у време цара Диоклецијана (284-305), који је у склопу административне реформе царства извршио поделу многих провинције на нове, по просторном опсегу мање провинције, које су потом по регионалном критеријуму груписане у дванаест дијецеза. За време владавине цара Константина Великог (306-337) дијецезе су груписане у четири велике преторијанске префектуре. Касније је број дијецеза повећан на четрнаест. Током 5. и 6. века, у време опадања Римског царства, многе дијецезе су реорганизоване, или су пропале под налетима варвара.